# All These Things I Hate (Revolve Around Me)
«All These Things I Hate (Revolve Around Me)» (укр. Усі ці речі, які я ненавиджу (обертаються навколо мене)) — це третій сингл валлійського металкор-гурту Bullet for My Valentine, з їх дебютного альбому «The Poison». Продюсером виступив Колін Річардсон.

## Про сингл
У Європі сингл вийшов 3 лютого 2006 року на лейблі Sony BMG та у Великій Британії 7 лютого 2006 року на лейблі Visible Noise. Демо-запис цієї композиції можна почути на однойменному міні-альбомі гурту Jeff Killed John від 2003 року, який команда записала ще до зміни назви гурту на Bullet for My Valentine.
Ця композиція посіла 29 місце у офіційному британському чарті синглів, що є найкращим результатом команди, жоден з наступних синглів не піднімався вище цієї позиції у цьому чарті. Також на цю пісню було відзнято музичне відео, яке, однак, зараз відсутнє на офіційній сторінці гурту на YouTube.

## Список композицій

### Європейська версія
| Перший CD                | Перший CD                                     | Перший CD  |
| #                        | Назва                                         | Тривалість |
| ------------------------ | --------------------------------------------- | ---------- |
| 1.                       | «All These Things I Hate (Revolve Around Me)» | 3:50       |
| 2.                       | «Room 409» (жива версія)                      | 4:01       |
| Загальна тривалість 7:51 |                                               |            |

| Другий CD                 | Другий CD                                             | Другий CD  |
| #                         | Назва                                                 | Тривалість |
| ------------------------- | ----------------------------------------------------- | ---------- |
| 1.                        | «All These Things I Hate (Revolve Around Me)»         | 3:50       |
| 2.                        | «Room 409» (жива версія)                              | 4:04       |
| 3.                        | «Seven Days»                                          | 3:26       |
| 4.                        | «My Fist, Your Mouth, Her Scars»                      | 3:53       |
| 5.                        | «All These Things I Hate (Revolve Around Me)» (відео) | 3:52       |
| Загальна тривалість 19:05 |                                                       |            |

### Британська версія
| Перший CD | Перший CD                                     | Перший CD  |
| #         | Назва                                         | Тривалість |
| --------- | --------------------------------------------- | ---------- |
| 1.        | «All These Things I Hate (Revolve Around Me)» | 3:46       |
| 2.        | «Seven Days»                                  | 3:25       |
| 7:11      |                                               |            |

| Другий CD                 | Другий CD                                             | Другий CD  |
| #                         | Назва                                                 | Тривалість |
| ------------------------- | ----------------------------------------------------- | ---------- |
| 1.                        | «All These Things I Hate (Revolve Around Me)»         | 3:46       |
| 2.                        | «My Fist, Your Mouth, Her Scars»                      | 3:53       |
| 3.                        | «All These Things I Hate (Revolve Around Me)» (відео) | 3:52       |
| Загальна тривалість 11:31 |                                                       |            |

До другого CD також увійшли дві заставки для персонального комп'ютера.

## Позиції у чартах
| Чарти (2006—2007)                                               | Пікові позиції |
| --------------------------------------------------------------- | -------------- |
| Фінляндія (Suomen virallinen lista)                             | 16             |
| Німеччина (GfK Entertainment)                                   | 39             |
| Ірландія (Irish Singles Chart)                                  | 38             |
| Шотландія (Official Charts Company)                             | 29             |
| Британський рок та метал чарт синглів (Official Charts Company) | 29             |
| Американський Mainstream Rock (Billboard)                       | 13             |
| Американський Alternative Airplay (Billboard)                   | 30             |

## Учасники запису
Інформація про учасників запису запозичена з сайту AllMusic:
- Меттью Так — вокал, ритм-гітара
- Майкл Педжет — гітара, беквокал
- Майкл Томас — бас-гітара, беквокал
- Джейсон Джеймс — барабани